# Список армянских храмов в Грузии
Согласно карте-справочнику, вышедшему в 1995 году и подготовленной специалистом по армянской архитектуре, директором общественной организации по изучению армянской архитектуры (RAA) Самвелом Карапетяном, на территории Республики Грузия находилось около 650 армянских храмов.

## Тбилиси
Среди нижеперечисленных церквей в Тбилиси служба регулярно совершается только в двух.
1. Церковь Святого Георгия, 1251 г. (бывший Кафедральный собор Пресвятой Богородицы, также Майданная) — действующая.
2. Ванкский собор, 1480 г. — снесён, сохранилась звонница[2].
3. Норашенская церковь Пресвятой Богородицы, 1507 г. — не действует.
4. Аствацатурянская церковь Святого Георгия, 1600 г. (также Дзорабашская, на Метехском подъёме) — снесена, на её месте грузинская церковь Пророка Давида.
5. Монастырь Ходже-Ванк с Большим Авлабарским кладбищем, 1654 г. — снесён, на его месте грузинский Кафедральный собор Святой Троицы.
6. Церковь Святого Иоанна Предтечи (также Сурб-Карапет) — снесена.
7. Церковь Святого Карапета, 1705 г. (на Сурб-Карапетском подъёме в Авлабаре) — переделана в грузинскую.
8. Аршакунинская церковь Святого Георгия, 1717 г. (также Зркинянская, на ул. Грибоедова) — снесена, на её месте — Тбилисская государственная академия художеств имени А. Кутателадзе.
9. Церковь Святого Знамения, 1720 г. (также Сурб-Ншан) — не действует.
10. Петхаинская церковь Пресвятой Богородицы, 1727 г. — переделана в грузинскую Вифлеемскую церковь.
11. Джиграшенская церковь Святого Благовещения, 1729 г. — снесена, на её месте — гостиница Glarros Old Town.
12. Церковь Святого Саркиса, 1737 г. — переделана в жилой дом.
13. Церковь Святой Екатерины — снесена.
14. Потара-Сакдаринская церковь Гавриила Архангела — снесена, на её месте грузинский монастырь 40 мучеников севастийских.
15. Карапская церковь Святого Георгия, 1753 г. (на Карапетском подъёме в Петхаине) — переделана в грузинскую.
16. Могнинская церковь Святого Георгия, 1756 г. (в Могнинских переулках) — развалины.
17. Шамхорская церковь Пресвятой Богородицы, 1775 г. — развалины.
18. Камоевская церковь Святого Георгия, 1788 г. (на Дворцовой ул.) — снесена, на её месте — многоквартирный дом № 1 по просп. Руставели.
19. Чугуретская церковь Пресвятой Богородицы, 1807 г. — переделана в грузинскую церковь Святой Нины.
20. Успенская католическая церковь, 1808 г. — действующая, в древности службы проводились также халдейскими священниками для армяно-католиков, эмигрантов из Урмийского региона Персии.
21. Церковь Пресвятой Богородицы на кладбище Вардисубани, 1844 г. — переделана в грузинскую церковь Св. Пантелеимона на Верийском кладбище.
22. Церковь Нор Эчмиадзин (бывшая Эчмиадзинская церковь Св. Георгия в Авлабаре), конец 1850-х гг. — действующая.
23. Тандоянская церковь Пресвятой Богородицы (в Куки), 1868 г. — развалины, ведутся раскопки, передана в собственность Грузинской православной церкви.
24. Кукийская церковь Пресвятой Богородицы — снесена.
25. Церковь Святого Григория на Кахетинской улице — снесена.
26. Девичий монастырь Святого Стефана, 1870 г. — переделан в грузинскую Нижнюю Вифлеемскую церковь.
27. Петропавловская католическая церковь, 1877 г. — действующая, посещалась армяно-католиками.
28. Церковь Святого Мины, 1883 г. — не действует.
29. Старое Армянское кладбище (на горе над Тумановским аулом) — снесено, на его месте комплекс зданий Tbilisi Energy

### Рядом с Тбилиси
- Крцанисская церковь Пресвятой Богородицы (в Крцанисских садах, также Циранавор, Святого Киракия и Гегардаванк), 1778 г. — переделана в жилой дом.
- Церковь Святого Георгия в Навтлуге — переделана в жилой дом.
- Св. Георгия Селети (XVIII век)
- Св. Георгия Шавнабад (XVIII век)
- Blessed Virgin of Shindis (XVIII век)
- St. Gevorg of Tsekhneti village (XIX век)
- Blessed Virgin of Nakhshir Gora (XIX век)
- St. Gevorg of Lisi village (XIX век)

## Самцхе-Джавахети
- Церковь Сурб Хач (Сурб Хачатур), село Хандо.

### Аспиндзский муниципалитет
- Храм «Сурб Геворг», село Дамала
- Церковь «Сурб Хач», село Дамала

### Ахалкалакский муниципалитет
По утверждению духовного предводителя города Ахалкалаки о. Татева Марукяна, во всех 72 сёлах Ахалкалакского муниципалитета есть армянские церкви, но большинство из них полуразрушены, а восстановлены только 3-4.
- Церковь Св. Георгия, г. Ахалкалаки.
- Католическая церковь, село Бавра.

### Ахалцихский муниципалитет
- Католическая церковь Богоявления Святого Креста, Ахалцихе
- Церковь Сурб Ншан (Сурб Вардананц), г. Ахалцихе.

## Абхазия
- Часовня Сурб Рипсиме, Гагра[4] — резиденция духовного пастыря армян Абхазии Тер Нарека Авакяна

## Кахетия
- Сурб Геворк в Сигнахи (XVIII век)
- Blessed Virgin of Velitsikhe (XIX век)
- Blessed Virgin of Telavi (XVIII век)
- Святой Троицы в Телави

### Дедоплисцкаройский муниципалитет
- Церковь Святой Богородицы, Дедоплис-Цкаро, 1885 год (с кладбищем)
- Кладбище села Нор Сабатлу

### Лагодехский муниципалитет
- Церковь Святой Богородицы, г. Лагодехи, 1867 (с кладбищем)
- г. Лагодехи, по состоянию на 1890 год в городе имелась каменная Армянская церковь[5]

### Сигнахский муниципалитет
- Церковь Святого Саргиса, с. Нукриан
- Церковь Святого Геворга, с. Анага
- Церковь Святого Геворга, г. Сигнахи, 1793
- Церковь Святого Карапета, г. Сигнахи (с кладбищем)
- Церковь Святой Богородицы, г. Сигнахи
- Церковь, г. Сигнахи, упонается в 1796 (с кладбищем)

## Аджария
- Церковь Святого Христа Всеспасителя[6], 1885, Батуми

## Имеретия

### Кутаиси
- Св. Геворга в Кутаиси (XVIII век)
- Св. Геворга в Марнеули (XIX век)
- Teleti Blessed Virign (XVIII век)
- Св. Геворга в с. Мухад (XIX век)

## Шида-Картли
- Церковь Рождества Пресвятой Богородицы,[7] 1718 год, г. Цхинвал РЮО (ныне главный осетинский Кафедральный храм Южной Осетии.

### Гори
- Ванкские церкви Пресвятой Богоматери — уничтожены землетрясением 1920 года
- Церковь Норашен — взорвана в 1930-е годы
- Церковь Святого Вознесения — уничтожена землетрясением 1920 года
- Церковь Святого Воскресения — уничтожена землетрясением 1920 года
- Церковь Святого Георгия — уничтожена землетрясением 1920 года
- Церковь Святого Степаноса — уничтожена землетрясением 1920 года
- St. Gevorg of Tzegvi village (XIX век)
- Blessed Virgin of Akhalkalak (XIX век)
- Blessed Virgin of Doesi (XIX век)
- St. Gevorg of Bergu village (XIX век)
- Blessed Virgin of Zerti village (XVIII век)
- St. Gevorg of Akhalgori town (XVIII век)

### Хашурский муниципалитет
- Blessed Virgin of Vahga village (XIX век)
- Церковь Святого Григория Просветителя, Сурами (XVIII век)